# Olaf Sabatschus
Olaf Sabatschus, né le 2 juin 1971 à Cologne en Allemagne est un triathlète professionnel, multiple vainqueur sur triathlon Ironman.

## Palmarès
Le tableau présente les résultats les plus significatifs (podium) obtenus sur le circuit national et international de triathlon et du duathlon depuis 1996,.
| Année | Compétition            | Pays      | Position           | Temps           |
| ----- | ---------------------- | --------- | ------------------ | --------------- |
| 2009  | Ironman Lanzarote      | Espagne   | Médaille de bronze | 8 h 59 min 3 s  |
| 2008  | Ironman Chine          | Chine     | Médaille d'or      | 8 h 52 min 14 s |
| 2008  | Cologne 226            | Allemagne | Médaille d'or      | 8 h 31 min 0 s  |
| 2008  | Inferno Triathlon      | Suisse    | Médaille d'or      | 8 h 53 min 17 s |
| 2008  | Bodensee Tri Challenge | Suisse    | Médaille d'or      | 9 h 2 min 25 s  |
| 2008  | Ironman Brésil         | Brésil    | Médaille d'argent  | 8 h 38 min 57 s |
| 2007  | Bonn-Triathlon         | Allemagne | Médaille d'or      | Timing          |
| 2006  | Bodensee Tri Challenge | Suisse    | Médaille d'or      | 8 h 44 min 34 s |
| 2006  | Ironman Brésil         | Brésil    | Médaille de bronze | 8 h 25 min 28 s |
| 2005  | Ironman Brésil         | Brésil    | Médaille d'or      | 8 h 50 min 56 s |
| 2004  | Ironman Canada         | Canada    | Médaille de bronze | Timing          |
| 2004  | Ironman Autriche       | Autriche  | Médaille de bronze | 8 h 21 min 54 s |
| 2004  | Ironman Brésil         | Brésil    | Médaille d'or      | 8 h 19 min 32 s |
| 2003  | Bonn-Triathlon         | Allemagne | Médaille d'or      | Timing          |
| 2003  | Cologne Classic        | Allemagne | Médaille d'or      | Timing          |
| 2003  | Ironman Brésil         | Brésil    | Médaille d'argent  | Timing          |
| 2002  | Ironman Autriche       | Autriche  | Médaille de bronze | 8 h 27 min 5 s  |
| 2001  | Cologne Classic        | Allemagne | Médaille d'or      | Timing          |
| 2001  | Powerman Duathlon      | Suisse    | Médaille de bronze | 6 h 44 min 34 s |
| 2000  | Powerman Japon         | Japon     | Médaille d'or      | Timing          |
| 2000  | Powerman Duathlon      | Suisse    | Médaille de bronze | 6 h 27 min 24 s |
| 1999  | Bonn-Triathlon         | Allemagne | Médaille d'or      | Timing          |
| 1999  | Ironman Autriche       | Autriche  | Médaille d'argent  | 8 h 7 min 45 s  |
| 1996  | Cologne Classic        | Allemagne | Médaille d'or      | Timing          |